# Dietrich Reichard von Meyerinck
Dietrich Reichard von Meyerinck (* 17. Februar 1701 in Lippstadt; † 14. Mai 1775 auf Gut Leuenberg) war ein preußischer Generalleutnant, Chef des Infanterieregiments „von Kleist“ und Kommandant von Berlin.

## Leben

### Herkunft
Dietrich war der Sohn des Stadtmajors von Lippstadt von Adolf von Meyerinck (1656–1708) und dessen Frau Eva Petronella, geborene von Heilsberg († 1702).

### Militärkarriere
Meyerinck trat 1716 als Gefreiterkorporal in das Infanterieregiment des Königs, avancierte bis April 1724 zum Fähnrich und kam im März 1729 als Sekondeleutnant in das Infanterieregiment „von der Goltz“. Seine Regimentschef war seit 1732 der spätere preußische König Friedrich II. Nach dessen Thronbesteigung wurde Meyerinck im Juni 1740 Stabskapitän im I. Bataillon der Garde und Führer der Leibkompanie. Während des Ersten Schlesischen Krieges nahm er an der Schlacht bei Mollwitz teil und wurde mit dem Orden Pour le Mérite ausgezeichnet. Nach dem Krieg stieg Meyerinck bis Mitte Mai 1743 zum Oberst auf und erhielt Ende September 1743 Präbende in Xanten. Nach der Teilnahme am Zweiten Schlesischen Krieg ernannte ihn der König am 22. April 1747 zum Kommandeur des II. und III. Bataillons der Garde. Einen Monat später erfolgte mit Patent vom 3. Dezember 1743 seine Beförderung zum Generalmajor.
Am 24. August 1749 wurde Meyerinck Chef des Infanterieregiments „von Kleist“. Zugleich war er von August 1754 für zwei Jahre auch Kommandant von Berlin. Im Februar 1757 erfolgte seine Beförderung zum Generalleutnant. Trotz seines angegriffenen Gesundheitszustandes erhielt er bei Beginn des Siebenjährigen Krieges vom König den Befehl, mit seinem Regiment nach Schlesien zu marschieren. Dort erkrankte Meyerinck ernsthaft und verbrachte den Winter in Dresden. Da keine Besserung eintrat, dimittierte er mit Einwilligung des Königs im Januar 1758 aus dem Militärdienst und begab sich auf sein Gut Leuenberg in Oberbarnim zurück, wo er 1775 starb.
Er war Herr auf Leuenburg und Westpfuhl, Amtshauptmann von Zossen sowie Drost zu Emmerich am Rhein, Huissen, Lymers und Sebenaer im Herzogtum Kleve.

### Familie
Meyerinck hatte sich am 12. Januar 1750 mit Wilhelmine von Herold (1726–1809), Tochter des Geheimen Finanzrates Christian von Herold (1669–1744) verheiratet. Das Paar hatte mehrere Kinder:
- Wilhelmine (1751–1802) ⚭ 1778 Ludwig von Voß († 1810), Herr auf Bielbaum
- Ludwig Georg Christian (1752–1804), preußischer Oberst und Kommandeur des Infanterieregiments „Graf Kunheim“[2][3]

⚭ Sophie Freiin von der Schulenburg (1760–1800), Eltern von Ludwig von Meyerinck (1789–1860), Hofmeister
⚭ 1801 Maria Elisabeth Hesse, verwitwete Honig
- Adolf Friedrich (* 1752; † als Kind)
- Friedrich Richard (1754–1813) Major a. D.[4] ⚭ Henriette von Pennavaire (1768–1804), Eltern des Generalmajors Richard von Meyerinck (1802–1885)
- Wilhelm Heinrich Jakob (1755–1792) ⚭ Sophie von Biedersee (1764–1820), Eltern von Heinrich Eugen von Meyerinck, Forstmann. Die Witwe heiratet später den Generalfeldmarschall Ludwig Karl von Kalckstein.